# Eupithecia contrastata
Eupithecia contrastata là một loài bướm đêm trong họ Geometridae.